# Pien Hersman
Pien Hersman (Lisse, 20 januari 2004) is een Nederlandse schaatsster. Hersman is lid van de Warmondse IJs- en Skeelerclub waar ze als 8-jarige kennismaakte met skeeleren.
Op de Nederlandse kampioenschappen schaatsen pure sprint 2019 won Hersman bij de Junioren C. Hersman nam deel aan de 500 meter op de NK afstanden in oktober 2021. In maart 2023 tekende Hersman een 3-jarig contract bij Team IKO waar ze traint met Bart Swings en Marten Liiv.

## Persoonlijk
Pien is de dochter van Martin Hersman en Colette Zee. Ze heeft een relatie met tennisser Jesper de Jong.

## Persoonlijke records[6]
| Afstand    | Tijd    | Datum             | Baan       |
| ---------- | ------- | ----------------- | ---------- |
| 500 meter  | 37,76   | 15 februari 2025  | Heerenveen |
| 1000 meter | 1.17,42 | 14 december 2024  | Heerenveen |
| 1500 meter | 2.04,24 | 25 september 2022 | Heerenveen |
| 3000 meter | 4.34,57 | 8 oktober 2022    | Heerenveen |

## Resultaten
| Jaar | NK Afstanden       | NK Sprint                | WK Junioren                      |
| ---- | ------------------ | ------------------------ | -------------------------------- |
| 2022 | 10e 500m           | 13e (15e, 16e, 15e, 15e) |                                  |
| 2023 |                    |                          | 4e 500m · 13e 1500m · teamsprint |
| 2024 | 10e 500m 16e 1000m |                          |                                  |
| 2025 | 6e 500m            | DQ (DQ, 10e, 7e, -)      |                                  |

Team IKO
Joy Beune · Stijn van de Bunt · Mats van den Bos · Sebas Diniz · Michelle de Jong · Pien Hersman · Marten Liiv · Dai Dai N'tab · Jesse Speijers · Bart Swings · Kayo Vos
Coach: Erwin ten Hove · Martin ten Hove · Erik Bouwman